# Goodlife
Goodlife è un singolo della cantante svedese Agnes, pubblicato il 7 febbraio 2020 su etichetta Senga Records.

## Video musicale
Il videoclip ufficiale della canzone è stato reso disponibile il 19 marzo 2020.